# Aeropuerto de Trujillo
El Aeropuerto de Trujillo (IATA: TJI, OACI: MHTJ) es un aeropuerto que sirve a la ciudad de Trujillo, en el Departamento de Colón, en la costa norte de Honduras.
El aeropuerto está construido en paralelo al mar a aproximadamente 100 metros de la orilla del mar. Varios hoteles y viviendas de la zona utilizan la pista de aterrizaje para acceder a la ciudad.

## Instalaciones

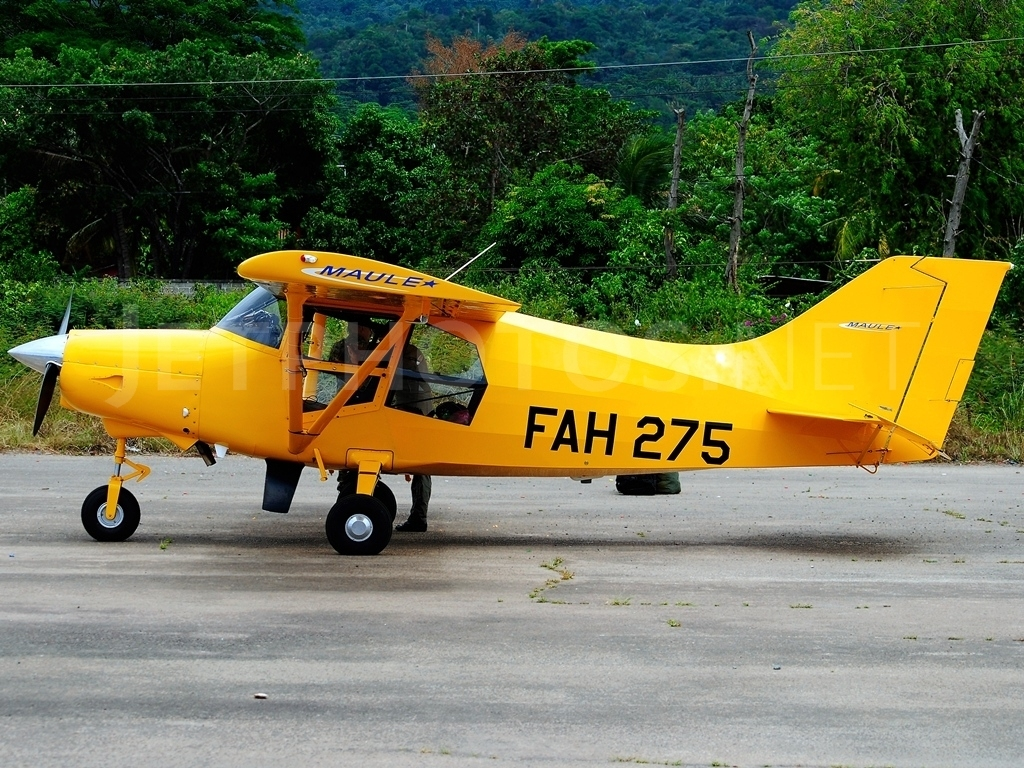
Avioneta de la Fuerza Aérea Hondureña en el aeropuerto de Trujillo.

El aeropuerto tiene una elevación de 1 metro sobre el nivel de mar. Su pista de aterrizaje está designada como "06/24" y tiene una superficie de asfalto que mide 1.071 metros por 29 metros.
La baliza no direccional de Punta Castilla (Ident: CTL) está ubicada a 9,6 kilómetros al norte-noroeste del Aeropuerto de Trujillo. El VOR-DME de Roatán (Ident: ROA) está ubicado a 75,9 kilómetros al noroeste del aeropuerto.

## Aerolíneas y destinos
| Aerolíneas | Destinos                 |
| ---------- | ------------------------ |
| Aviac      | La Ceiba, Puerto Lempira |